# Я — Надія (серіал 2023)
«Я — Надія» — перший український воєнно-драматичний серіал, знятий під час повномасштабного російського вторгнення в Україну режисером Денисом Тарасовим. Прем'єра серіалу відбулася до річниці вторгнення 24 лютого 2023 року на телеканалі 2+2.

## Історія створення
В основі фільму — реальні події у м. Харкові, зокрема історія працівника екстреної медичної допомоги Анни Андрющенко. Зйомки проходили у Харкові та Ірпені, де, за словами режисера фільму, деякі будинки виглядають, як будинки на Салтівці (Харків).

## Сюжет
Відлік подій фільму починається з середини лютого 2022 року. Більшість новин зосереджені на можливості початку великої війни. 
Надія — фельдшер однієї зі станцій екстреної медичної допомоги Харкова, занепокоєна, як і багато інших мешканців міста. Проте Роман, хлопець Надії, намагається її заспокоїти.
Після зустрічі із нею 14 лютого 2022 року, він виїжджає у подорож у Карпати. Надія залишається у Харкові та вранці 24 лютого прокидається від звуків вибухів. З новин відомо, що росіяни почали повномасштабне вторгнення в Україну.
Багато людей, у тому числі й працівників екстреної медичної допомоги, виїздять з міста; ті, хто залишилися змушені працювати по декілька змін поспіль.
В цей час Роман телефонує Надії, запрошуючи її до Львова, але вона, перебуваючи на роботі, пропускає час відправлення потягу. Роман, незадоволений цим, свариться із нею та згодом, попри заборону чоловікам виїжджати за межі України, переїздить до Польщі. Звідти він знов пропонує Надії приїхати до нього, але вона остаточно робить свій вибір і залишається в рідному місті, розуміючи, що потрібна саме тут.
Зі своїми колегами вона виїздить на виклики після влучання російських ракет у житлові будинки, робить свою справу, рятуючи людей. На одному з викликів Надія зустрічає Павла, друга дитинства, який після вторгнення повернувся в Україну та працює фельдшером на іншій станції екстреної медичної допомоги.
Щоб бути поруч із Надією, він переводиться на станцію, де робить вона.
Побачивши їх стосунки, завідувач станції, яка є рідною тіткою Романа, намагається звільнити Надію. Але в цей самий час ставиться питання щодо доставки гуманітарної допомоги до окупованого росіянами Вовчанська машинами «швидкої». Добровольцями йдуть Надія та Павло. На ворожому блокпосту вони потрапляють у полон, де в жахливих умовах Павло пропонує Надії вийти за нього заміж. Надія погоджується, а невдовзі їх обмінюють на полонених росіян.
Під час зустрічі із рідними та колегами Надія повідомляє про свій намір вийти заміж. Але потім наречені відкладають весілля до закінчення війни.

## Цікаві факти
Під час зйомок заявочних планів Харкова системами радіолокаційної боротьби були збиті два дрони знімальної групи.
Перед узгодженими зйомками у щойно визволених від російських окупантів с. Маковище (Макарівська селищна громада Бучанський район Київська область), працівники ДСНС додатково обстежували місцевість, перевіряючи відсутність мін.

## Номінації та нагороди
Фільм оголошений номінантом сьомої національної кінопремії «Золота дзиґа» у категорії «Найкращий серіал» (2023).